# Nick Vigil
Nick Alfonso Vigil (geboren am 20. August 1993 in Plain City, Utah) ist ein US-amerikanischer American-Football-Spieler auf der Position des Linebackers. Er spielte College Football für die Utah State University und steht zurzeit bei den Dallas Cowboys in der National Football League (NFL) unter Vertrag. Zuvor spielte er auch für die Cincinnati Bengals, die Los Angeles Chargers, die Arizona Cardinals und die Minnesota Vikings.

## College
Vigil wuchs in Plain City, Utah, einem Vorort von Ogden, auf und besuchte dort die Fremont High School, an der er Basketball und Football als Linebacker und als Runningback spielte. Bis er zehn Jahre alt war, war Vigil ebenso wie sein Bruder auch als Rodeoreiter aktiv. Nach einem Sturz seines Bruders hörten beide damit auf. Ab 2012 ging er auf die Utah State University, um College Football für die Utah State Aggies zu spielen. Nach einem Redshirtjahr kam er 2013 in allen 14 Spielen zum Einsatz, davon viermal als Starter. In der Saison 2014 war er als Linebacker Stammspieler, zudem wurde er auch in der Offense als Runningback eingesetzt und war dabei einmal Starter. Als Runningback kam er bei 41 Läufen auf 152 Yards und drei Touchdowns, erfolgreicher blieb Vigil aber in der Defense. Er erzielte 123 Tackles, davon 16,5 für Raumverlust, und sieben Sacks, zudem erzwang er fünf Fumbles, fing eine Interception und wehrte zwei Pässe ab. Vigil wurde in das All-Star-Team der Mountain West Conference 2014 gewählt. Diese Ehrung erhielt er 2015 erneut. Mit 144 Tackles führte er die Aggies in dieser Statistik an. Nach der Saison 2015 gab Vigil seine Anmeldung für den kommenden NFL Draft bekannt.

## NFL
Vigil wurde im NFL Draft 2016 in der dritten Runde an 87. Stelle von den Cincinnati Bengals ausgewählt. Als Rookie wurde er vorwiegend in den Special Teams eingesetzt, in der Defense kam er nur zu vereinzelten Einsätzen als Ergänzungsspieler. Die meisten Snaps in der Defense sah Vigil in den letzten drei Spielen, da Vontaze Burfict mit einer Gehirnerschütterung fehlte. In der Vorbereitung auf die Saison 2017 konnte Vigil sich nach der Entlassung des langjährigen Starters Rey Maualuga für eine Rolle als Stammspieler empfehlen. Er kam in elf Spielen zum Einsatz und erzielte dabei 79 Tackles und einen Sack, zudem verhinderte er fünf Pässe und fing eine Interception. Am zwölften Spieltag verletzte er sich gegen die Cleveland Browns am Knöchel, kam anschließend nicht mehr zum Einsatz und wurde schließlich knapp einen Monat später auf die Injured Reserve List gesetzt. In der Saison 2018 verpasste er ebenfalls verletzungsbedingt fünf Spiele und kam auf insgesamt 84 Tackles. In seinem vierten und letzten Jahr für die Bengals stand Vigil in allen 16 Partien auf dem Feld und war mit 111 Tackles in dieser Statistik nach Shawn Williams der zweiterfolgreichste Spieler seines Teams. Insgesamt bestritt Vigil 54 Spiele für Cincinnati.
Nach dem Ende seines Rookievertrags in Cincinnati unterschrieb Vigil einen Einjahresvertrag im Wert von 2,4 Millionen US-Dollar bei den Los Angeles Chargers. Bei den Chargers kam er als Ergänzungsspieler auf 50 Tackles, zwei Sacks, einen erzwungenen Fumble und zwei eroberte Fumbles.
Im April 2021 nahmen die Minnesota Vikings Vigil unter Vertrag. Durch den verletzungsbedingten Ausfall von Anthony Barr zu Beginn der Saison 2021 nahm Vigil in Minnesota direkt zwischenzeitlich eine größere Rolle an der Seite von Eric Kendricks ein und übernahm auch Barrs Rolle als Spielführer der Defense. Am zweiten Spieltag gelang ihm gegen die Arizona Cardinals mit einem Pick Six über 38 Yards nach einem Pass von Kyler Murray sein erster Touchdown in der NFL.
Im März 2022 unterschrieb Vigil einen Einjahresvertrag bei den Arizona Cardinals. Am vierten Spieltag erlitt er beim Sieg gegen die Carolina Panthers eine Oberschenkelverletzung, wegen der er für den Rest der Saison auf die Injured Reserve List gesetzt wurde.
Am 6. August 2023 nahmen die New York Jets Vigil unter Vertrag. Bei den Jets wurde er vor Beginn der Saison entlassen. Daraufhin kehrte Vigil zu den Minnesota Vikings zurück und schloss sich deren Practice Squad an. Dort war er in der zweiten Saisonhälfte fester Bestandteil der Special Teams der Vikings, in der Defense kam er nicht zum Einsatz.
Im August 2024 unterschrieb Vigil einen Vertrag bei den Dallas Cowboys.

### NFL-Statistiken
| Saison                             | Saison | Spiele | Spiele      | Tackles | Tackles | Tackles | Tackles | Interceptions | Interceptions | Interceptions | Interceptions | Interceptions | Fumbles | Fumbles | Fumbles |
| Jahr                               | Team   | Spiele | als Starter | Gesamt  | Solo    | Ast     | Sacks   | PD            | INT           | Yds           | Lng           | TD            | FF      | FR      | TD      |
| ---------------------------------- | ------ | ------ | ----------- | ------- | ------- | ------- | ------- | ------------- | ------------- | ------------- | ------------- | ------------- | ------- | ------- | ------- |
| 2016                               | CIN    | 16     | 0           | 21      | 15      | 6       | 0,0     | 1             | 0             | 0             | 0             | 0             | 0       | 0       | 0       |
| 2017                               | CIN    | 11     | 11          | 79      | 45      | 34      | 1,0     | 5             | 1             | 0             | 0             | 0             | 0       | 0       | 0       |
| 2018                               | CIN    | 11     | 10          | 84      | 62      | 22      | 0,0     | 3             | 0             | 0             | 0             | 0             | 0       | 1       | 0       |
| 2019                               | CIN    | 16     | 16          | 111     | 60      | 51      | 1,0     | 5             | 1             | 34            | 34            | 0             | 1       | 2       | 0       |
| 2020                               | LAC    | 15     | 2           | 50      | 29      | 21      | 2,0     | 1             | 0             | 0             | 0             | 0             | 1       | 2       | 0       |
| 2021                               | MIN    | 16     | 12          | 85      | 45      | 40      | 1,0     | 1             | 1             | 38            | 38            | 1             | 0       | 0       | 0       |
| 2022                               | ARI    | 4      | 2           | 13      | 7       | 6       | 0,0     | 1             | 0             | 0             | 0             | 0             | 0       | 0       | 0       |
| 2023                               | MIN    | 8      | 0           | 2       | 0       | 2       | 0,0     | 0             | 0             | 0             | 0             | 0             | 0       | 0       | 0       |
| 2024                               | MIN    | 16     | 1           | 22      | 10      | 12      | 0,0     | 0             | 0             | 0             | 0             | 0             | 0       | 0       | 0       |
| Gesamt                             | Gesamt | 113    | 54          | 467     | 273     | 194     | 5,0     | 17            | 3             | 72            | 72            | 1             | 2       | 5       | 0       |
| Quelle: pro-football-reference.com |        |        |             |         |         |         |         |               |               |               |               |               |         |         |         |

## Persönliches
Sein älterer Bruder Zach Vigil spielte ebenfalls Football als Linebacker. Bis 2014 war er ebenfalls für die Utah State Aggies aktiv, anschließend spielte er vier Jahre lang in der NFL.